# Leichtathletik-Halleneuropameisterschaften 2019/Teilnehmer (Ungarn)
| Gelbes Symbol für Goldmedaillen mit stilisierten Olympischen Ringen | Graues Symbol für Silbermedaillen mit stilisierten Olympischen Ringen | Braundes Symbol für Bronzemedaillen mit stilisierten Olympischen Ringen |
| ------------------------------------------------------------------- | --------------------------------------------------------------------- | ----------------------------------------------------------------------- |
| —                                                                   | —                                                                     | 1                                                                       |

Aus Ungarn starteten acht Athletinnen und fünf Athleten bei den Leichtathletik-Halleneuropameisterschaften 2019 in Glasgow, die eine Bronzemedaille errangen und einen Landesrekord aufstellten.
Am 21. Februar 2019 hatte der ungarische Leichtathletikverband Magyar Atlétikai Szövetség (MASZ) die Namen der 13 Nominierten bekannt gegeben. Verletzungsbedingt waren der Weltmeister im Hürdenlauf, Balázs Baji, und die Bronzemedaillengewinnerin im Fünfkampf von 2017, Györgyi Zsivoczky-Farkas, nicht darunter.

## Ergebnisse

### Frauen

#### Laufdisziplinen
| Athletin                | Disziplin   | Vorlauf    | Vorlauf | Halbfinale         | Halbfinale         | Finale             | Finale             |
| Athletin                | Disziplin   | Zeit       | Platz   | Zeit               | Platz              | Zeit               | Platz              |
| ----------------------- | ----------- | ---------- | ------- | ------------------ | ------------------ | ------------------ | ------------------ |
| Klaudia Sorok           | 60 m        | 7,37 s =PB | 19      | 7,39 s             | 18                 | nicht qualifiziert | nicht qualifiziert |
| Evelin Nádházy          | 400 m       | 53,90 s    | 32      | nicht qualifiziert | nicht qualifiziert | nicht qualifiziert | nicht qualifiziert |
| Viktória Wagner-Gyürkés | 3000 m      | –––        | –––     | –––                | –––                | 9:03,56 min PB     | 9                  |
| Gréta Kerekes           | 60 m Hürden | 8,09 s     | 7       | 8,05 s             | 6                  | 8,03 s             | 5                  |
| Luca Kozák              | 60 m Hürden | 8,08 s     | 6       | 7,97 s             | 1                  | DNS                | –                  |

#### Sprung/Wurf
| Athletin          | Disziplin   | Qualifikation | Qualifikation | Finale             | Finale             |
| Athletin          | Disziplin   | Weite         | Platz         | Weite              | Platz              |
| ----------------- | ----------- | ------------- | ------------- | ------------------ | ------------------ |
| Anasztázia Nguyen | Weitsprung  | 6,28 m        | 17            | nicht qualifiziert | nicht qualifiziert |
| Anita Márton      | Kugelstoßen | 18,05 m       | 7             | 19,00 m SB         | Bronze             |

#### Fünfkampf
| Athletin      | Disziplin | 60 m Hürden | Hochsprung | Kugelstoßen | Weitsprung | 800 m          | Punkte | Platz |
| ------------- | --------- | ----------- | ---------- | ----------- | ---------- | -------------- | ------ | ----- |
| Xénia Krizsán | Ergebnis  | 8,45 s      | 1,78 m SB  | 14,17 m SB  | 6,05 m     | 2:10,50 min PB | 4608   | 7     |
| Xénia Krizsán | Punkte    | 1028        | 953        | 805         | 865        | 957            | 4608   | 7     |

### Männer

#### Laufdisziplinen
| Athlet          | Disziplin   | Vorlauf     | Vorlauf | Halbfinale         | Halbfinale         | Finale             | Finale             |
| Athlet          | Disziplin   | Zeit        | Platz   | Zeit               | Platz              | Zeit               | Platz              |
| --------------- | ----------- | ----------- | ------- | ------------------ | ------------------ | ------------------ | ------------------ |
| Dániel Szabó    | 60 m        | 6,88 s      | 33      | nicht qualifiziert | nicht qualifiziert | nicht qualifiziert | nicht qualifiziert |
| Tamás Kazi      | 800 m       | 1:49,66 min | 23      | nicht qualifiziert | nicht qualifiziert | nicht qualifiziert | nicht qualifiziert |
| Balázs Vindics  | 800 m       | 1:49,98 min | 25      | nicht qualifiziert | nicht qualifiziert | nicht qualifiziert | nicht qualifiziert |
| Benjamin Kovács | 3000 m      | 7:59,89 min | 18      | –––                | –––                | nicht qualifiziert | nicht qualifiziert |
| Valdó Szűcs     | 60 m Hürden | 7,69 s =PB  | 10      | 7,75 s             | 12                 | nicht qualifiziert | nicht qualifiziert |